# Pesca del pesce spada
La pesca del pesce spada è una pratica di origini remote, già descritta da Polibio (storico greco del II secolo a.C.). Tramandata di generazione in generazione, in età contemporanea è svolta in Calabria e in Sicilia con tecniche moderne.

## Storia

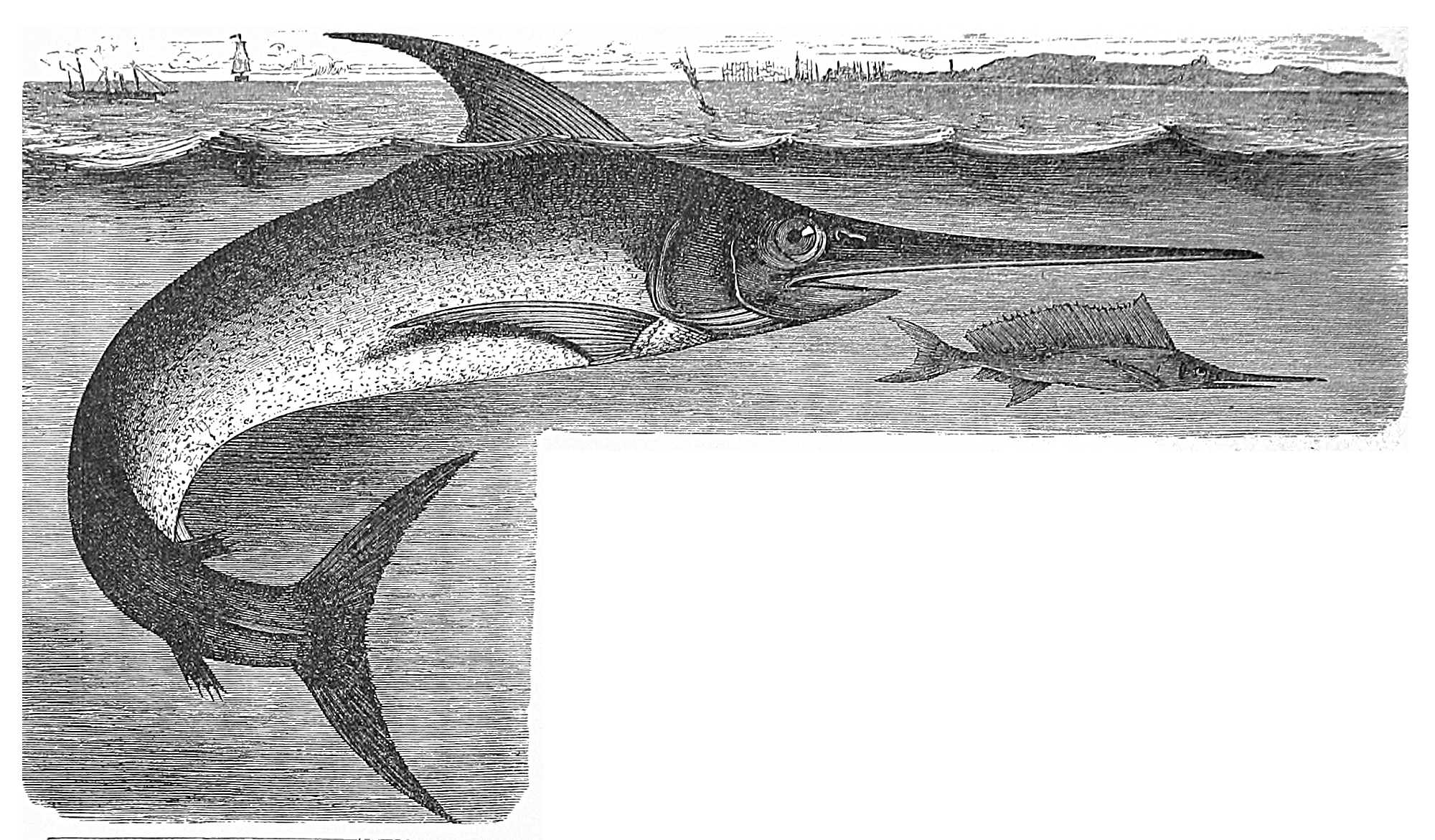
Illustrazione di Xiphias gladius

La pesca del pesce spada ha origini molto antiche, infatti si praticava già nel II secolo a.C.. In origine, non veniva usata alcuna imbarcazione: Polibio ha descritto nelle sue opere questa tradizione, facendo trapelare al lettore lo stupore che lui stesso ha provato guardando per la prima volta un pescatore calabrese, appostarsi sugli scogli ed aspettare con l’arpione il pesce spada. Polibio descrive anche altre tradizioni ed usi come l’utilizzo di torrette e passerelle. Questi usi, tramandati di generazione in generazione, hanno fatto sì che da più di duemila anni la tecnica originaria di pesca nello Stretto di Messina sia rimasta pressoché immutata: avvistare il pesce, inseguirlo o attenderlo, lanciargli un arpione e lottare con lui. 

## Tecnica e imbarcazioni in età moderna
A differenza di quanto avveniva nell'antichità, negli ultimi secoli (probabilmente dal Quattrocento) venne introdotta un tipo di imbarcazione di origine araba, chiamata Feluca o Luntre, quest’ultimo nome derivante dal latino linter.
La feluca è una barca piccola, lunga dai 5 ai 7 metri, senza chiglia, alla quale veniva richiesta la massima stabilità, con un equipaggio di cinque rematori e un arpioniere. Questi cambiavano a volte disposizione, ad eccezione del quinto uomo (l'antenniere) che saliva sull'albero per avvistare la preda. Nella costruzione della barca variava la qualità del legname: a volte pino, gelso o quercia. Il fasciame era sottile e leggero e la barca era tradizionalmente dipinta di nero all'esterno in modo da risultare meno visibile al pesce, e di verde all'interno.
Per tenere pronti gli arpioni venivano inseriti ad incastro sui bordi a destra e a sinistra dell'arpioniere due maschitti, tavole verticali con due scalmiere ciascuna dove a portata di mano riposano trasversalmente le aste degli arponi. 
Tra i componenti dell’equipaggio c'era una sorta di gerarchia. Dall'alto dell'albero della feluca, l'antenniere, avvistato il pesce spada, gettava un grido d'allarme. L'arpioniere cercava di cogliere il momento giusto per lanciare la fiocina, che era legata all'imbarcazione con una lunga lenza. A questo punto, seguendo un rituale assai rigido, veniva ingaggiata una vera e propria lotta, in cui gli incidenti erano frequenti: per questo motivo al lancio della fiocina veniva invocata la protezione di Santa Maria Benedetta. Il pesce infilzato affiorava saltando fuori dall'acqua e s'inabissava, finché stremato si arrendeva. Il pesce colpito veniva issato a bordo e un pescatore incideva vicino alla branchia un segno, detto "a Cardata ra cruci" in segno di rispetto. A questo segno ne susseguivano altri, tramandati e rispettati dai pescatori. Al termine della pesca l’animale veniva riparato dal sole per non alterarne la freschezza e le proprietà.
Accadeva a volte che il maschio di pesce spada, vedendo la compagna colpita, cercasse di difenderla aggredendo l'uomo e causando così la propria cattura: questa coppia veniva detta "paricchia". Di questa storia d'amore e di morte è stato interprete il cantante Domenico Modugno nella canzone “U pisci spada”. 

## Pratiche contemporanee
Dal 1952 in poi, a causa dello scarso rendimento di questa attività vennero introdotte alcune modifiche come l'introduzione della passerella e del primo motore, queste portarono ad un aumento del ricavo. Con il passare del tempo (1981-82), anche i materiali di costruzione cambiarono (usando spesso il metallo) e la passerella venne allungata. I migliori esemplari di Luntre venivano costruiti in Calabria a Bagnara e Scilla oppure in Sicilia.
Barche come queste sono quasi del tutto scomparse dato che sono considerate ingombranti per la gestione e per l’attività, ma vengono ancora utilizzate da alcuni pescatori. Un esemplare, costruito nel 1954 a Chianalea da un vecchio maestro d’ascia, è stato acquistato nel 1981 dal comune di Scilla conservato ed esposto al pubblico come cimelio storico.
Gli esemplari moderni (chiamati sempre "Feluche"), sono costituiti da un’alta torre per l’avvistamento ed una passerella per l’arpionaggio; queste due parti sono molto importanti perché, collegate direttamente da funi e tiranti, garantiscono stabilità all’imbarcazione. La barca è dotata anche di due motori per affrontare le correnti dello Stretto. La torre innalzata al centro della barca ha in cima una coffa, dentro alla quale prende posto l’ultimo componente dell’equipaggio, forse il più importante, dato che dà comunicazioni riguardo alla navigazione e alla presenza o meno del pesce.
L’ultima invenzione nel campo delle imbarcazioni sono le spadare, robuste barche che permettono di spingersi in alto mare e catturare un ingente numero di pesci con l’aiuto di lunghe reti. Il sistema è stato in seguito vietato dalla CEF; questo ha riportato i pescatori ad utilizzare le antiche tecniche.